# فيليبي لوتشيانو
فيليبي لوتشيانو (بالإنجليزية: Felipe Luciano)‏ هو صحفي وشاعر أمريكي، ولد في عقد 1940 في نيويورك في الولايات المتحدة.

## وصلات خارجية
- فيليبي لوتشيانو على موقع ميوزك برينز (الإنجليزية)
- فيليبي لوتشيانو على موقع ديسكوغز (الإنجليزية)